# Estação Pai Kok
Estação Pai Kok (em chinês:  排角站) é a estação intermédia da primeira fase da linha 1 do metro ligeiro de Macau, localizada na estrada principal da Baía de Nossa Senhora da Esperança, na Taipa. Esta estação é uma estação elevada, planejada para ser entregue no final de 2015. Afetada pelo atraso no projeto do metrô de superfície, a estação teve a sua inauguração adiada, e entrou em operação em 10 de dezembro de 2019. A parada atende a pontos importantes da cidade, como o Galaxy Macau e o Venetian Macau Resort Hotel, ambos perto da estação. Também está localizada fora da Vila da Taipa, e por isso é muito conveniente utilizá-la para acessar a Rua do Cunha e o Casas-Museu da Taipa.
A estação funciona das 6h30 às 23h15, de segunda a sexta-feira, e das 6h30 às 23h59 nos fins de semana.

## História
A estação era originalmente chamada de Estação da Cidade Velha,[carece de fontes?] em referência ao bairro que atende, mas depois foi renomeada para Pai Kok. O seu local original estava localizado perto da Rua do Colégio, mas no "Plano de construção do sistema de trilhos leves Fase I 2009", anunciado posteriormente, ele foi ajustado para sua localização atual.
Em 4 de agosto de 2014, as obras iniciaram no local, com um período de construção de cerca de doze meses. Em 10 de dezembro de 2019, esta estação foi concluída e inaugurada. Esteve presente na inauguração o chefe do executivo de Macau, Fernando Chui Sai-on.
A estação é operada pela MRT, empresa que também opera o Metrô de Hong Kong. No primeiro mês de operação, não houve cobrança de tarifa para acessar a estação, que funcionou em uma fase de testes. Após 31 de janeiro de 2020, a entrada começou a ser tarifada.

## Origem do nome
Apesar de estar localizada na Estrada da Baía de Nossa Senhora da Esperança, a estação leva o nome da Rua do Pai Kok, que fica nos arredores. O nome em português, Pai Kok, é a transliteração do nome da rua em cantonês. No passado, a rua foi um dique de pedra, e acabou se tornando um dos mais importantes terminais marítimos de Taipa.

## Pontos de interesse

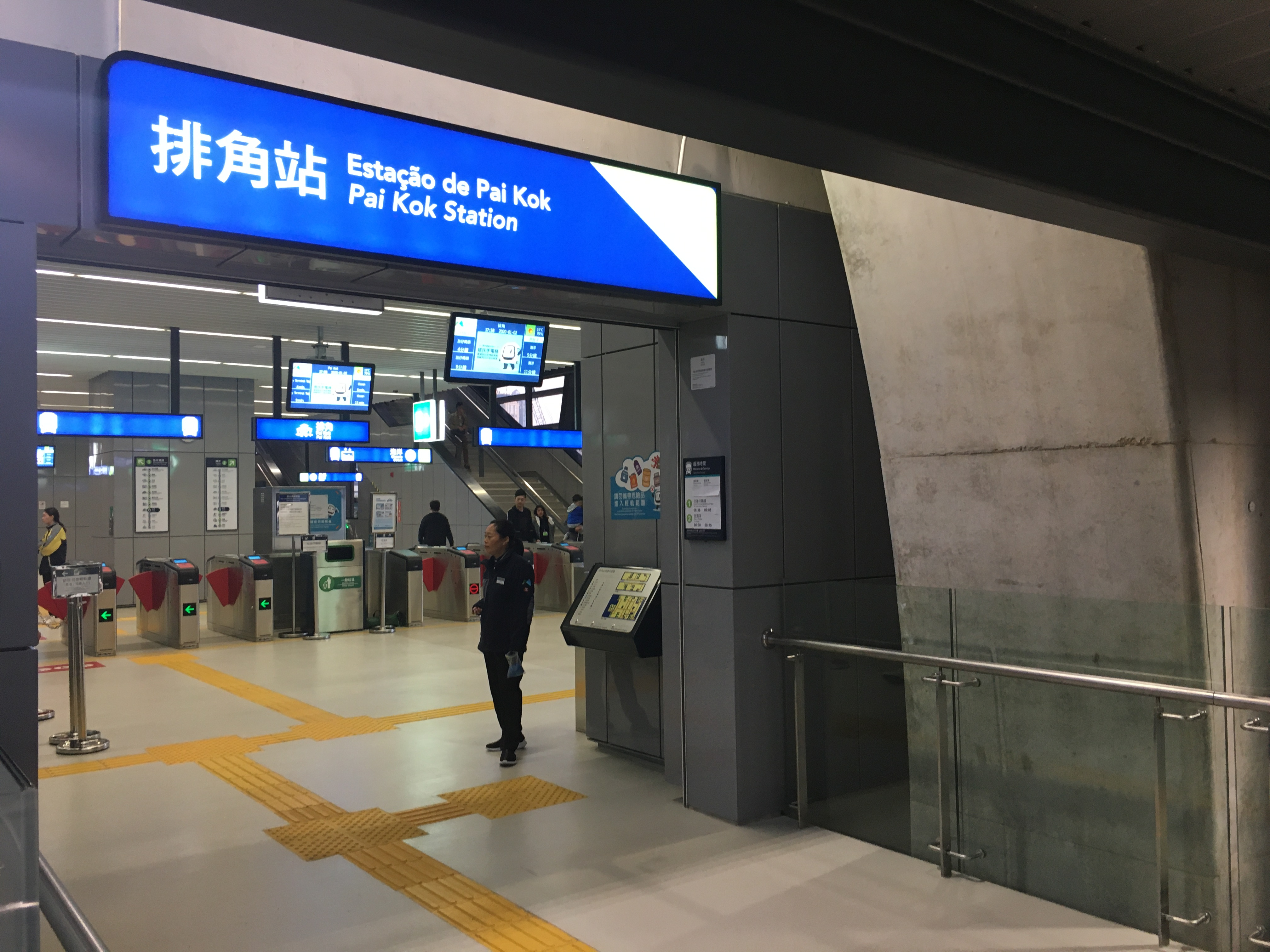
Entrada para o saguão da estação

A seguir, alguns pontos de interesse nos arredores da estação Pai Kok:
- Casas-Museu da Taipa[11]
- Venetian Macau Resort Hotel[11]
- Escola Luso-Chinesa da Taipa[11][12]
- Escola Secundária Sam Yuk de Macau[11][12]
- Templo Tin Hau[11][12]
- Museu da História da Taipa e Coloane[11][12]
- Templo Pak Tai[11][12]
- Centro Médico da Taipa do Hospital Kiang Wu[11][12]
- Complexo de Apoio à Juventude e Família da Taipa Sheng Kung Hui[11][12]
- Centro Desportivo Olímpico [11][12]
- Rua do Pai Kok[11][12]
- Galaxy Hotel[11][12]
- Hotel Okura Macau[11][12]
- Hotel Banyan Tree Macau[11][12]
- Avenida Marginal Flor de Lótus[11][12]

## Fotos da obra

### Corpo da estação

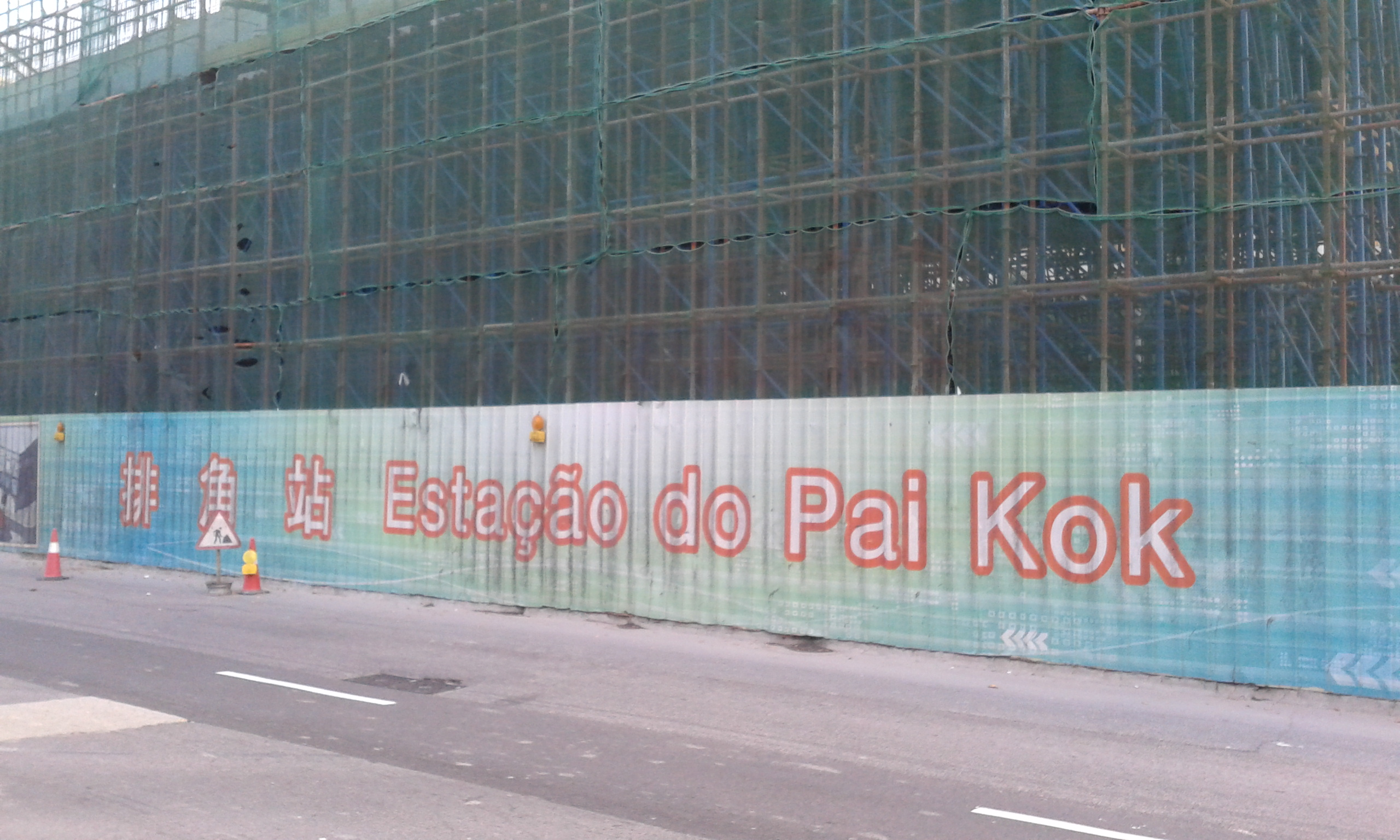
Fevereiro de 2015
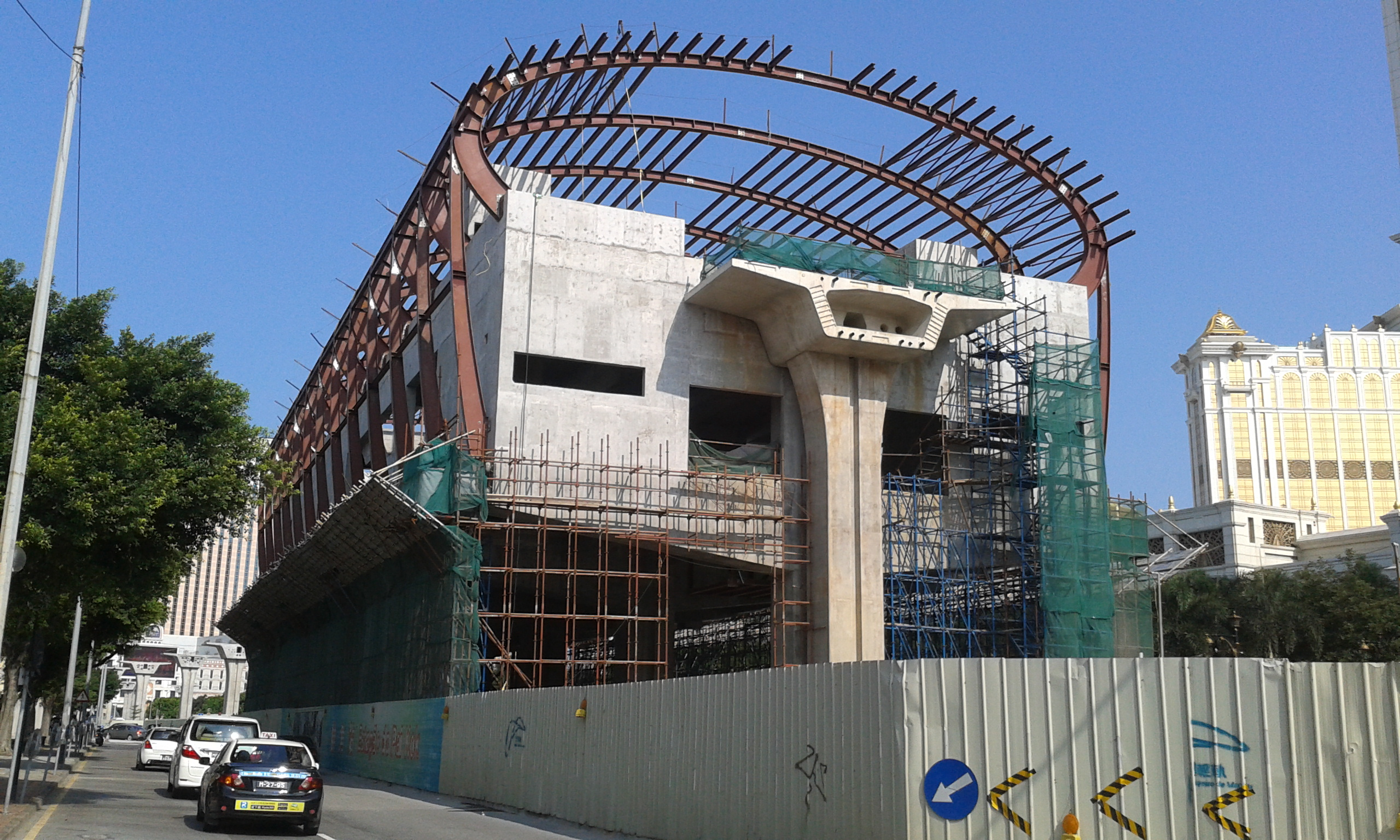
Julho de 2015
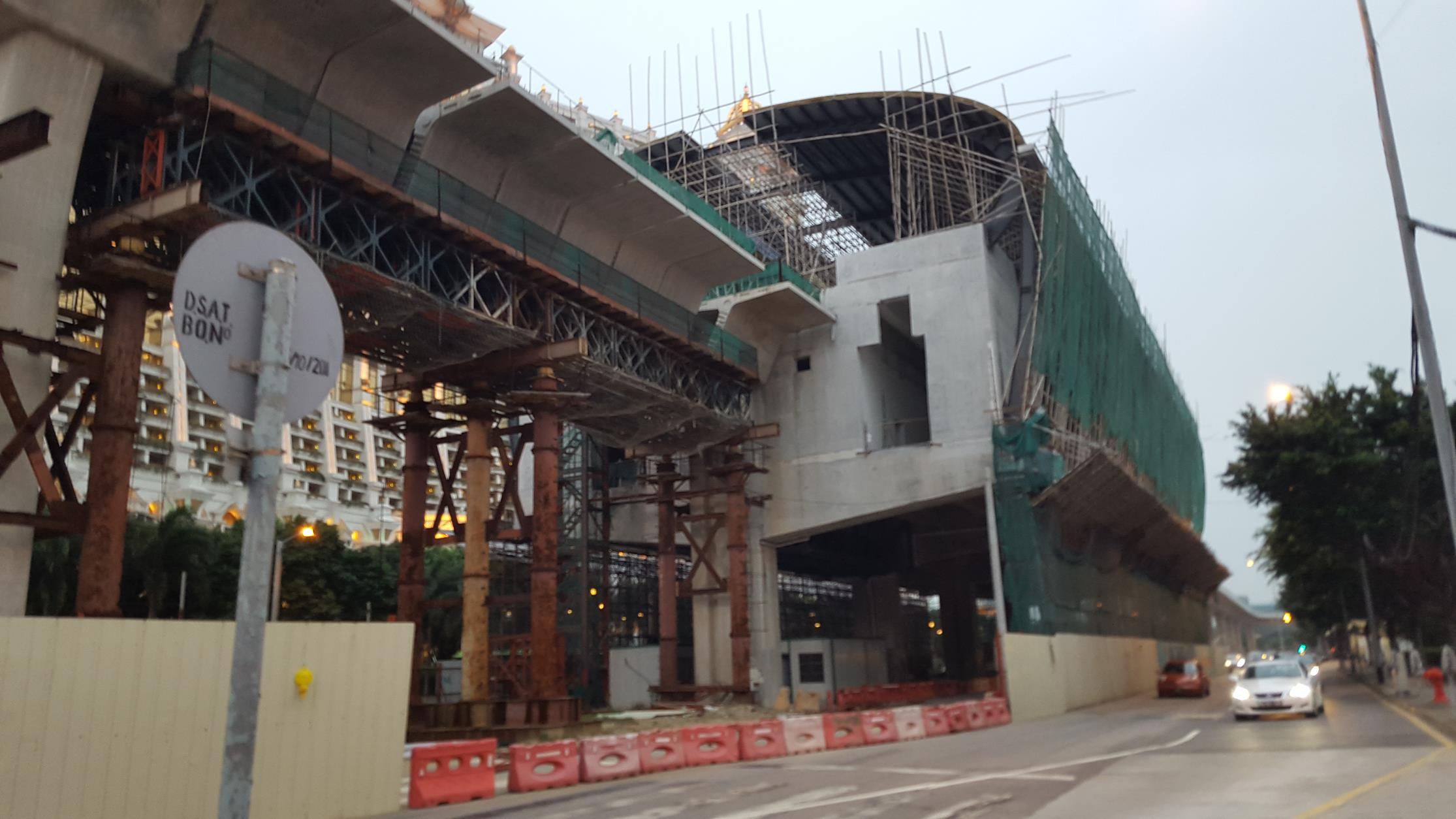
Fevereiro de 2016
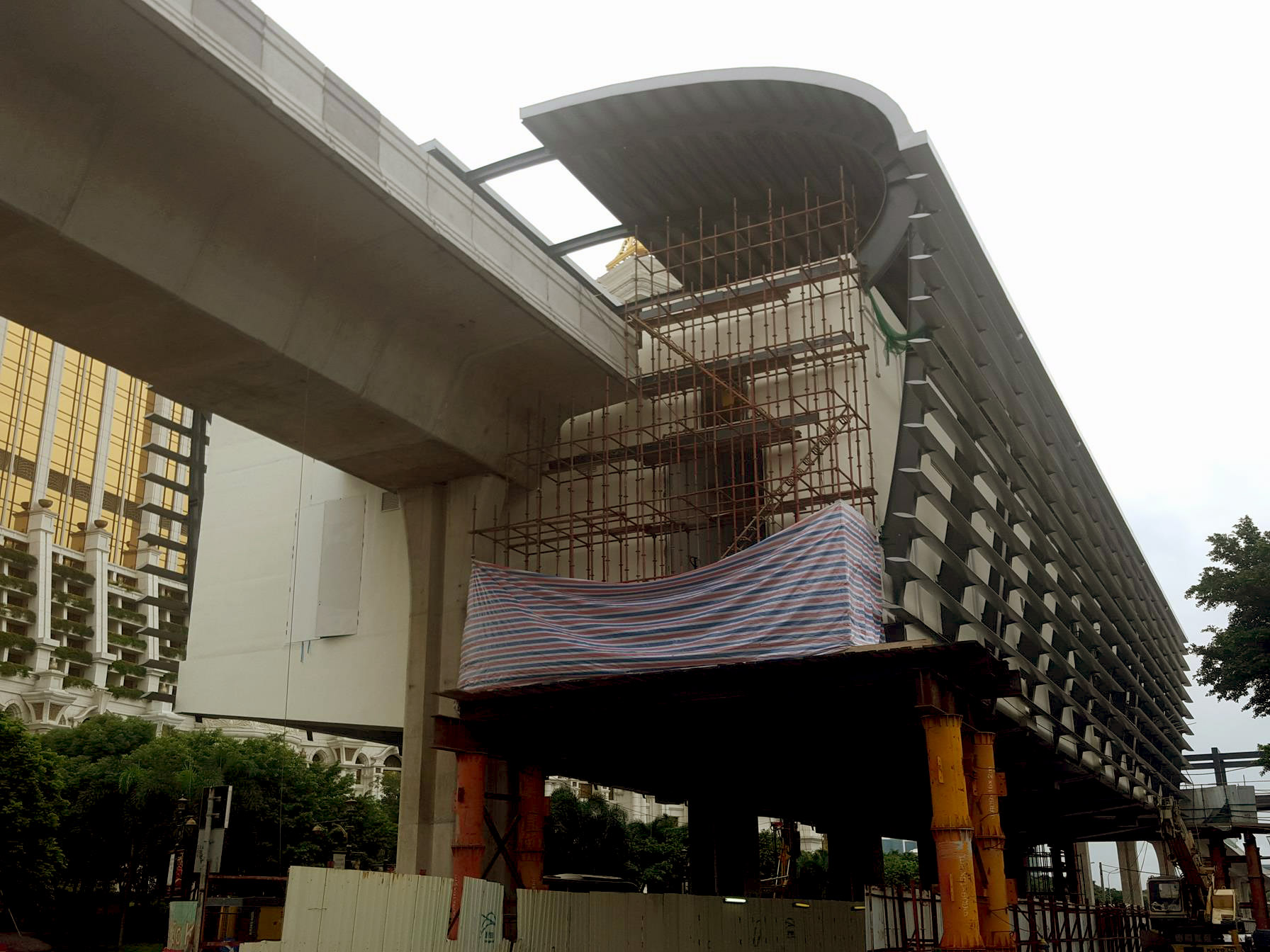
Setembro 2016
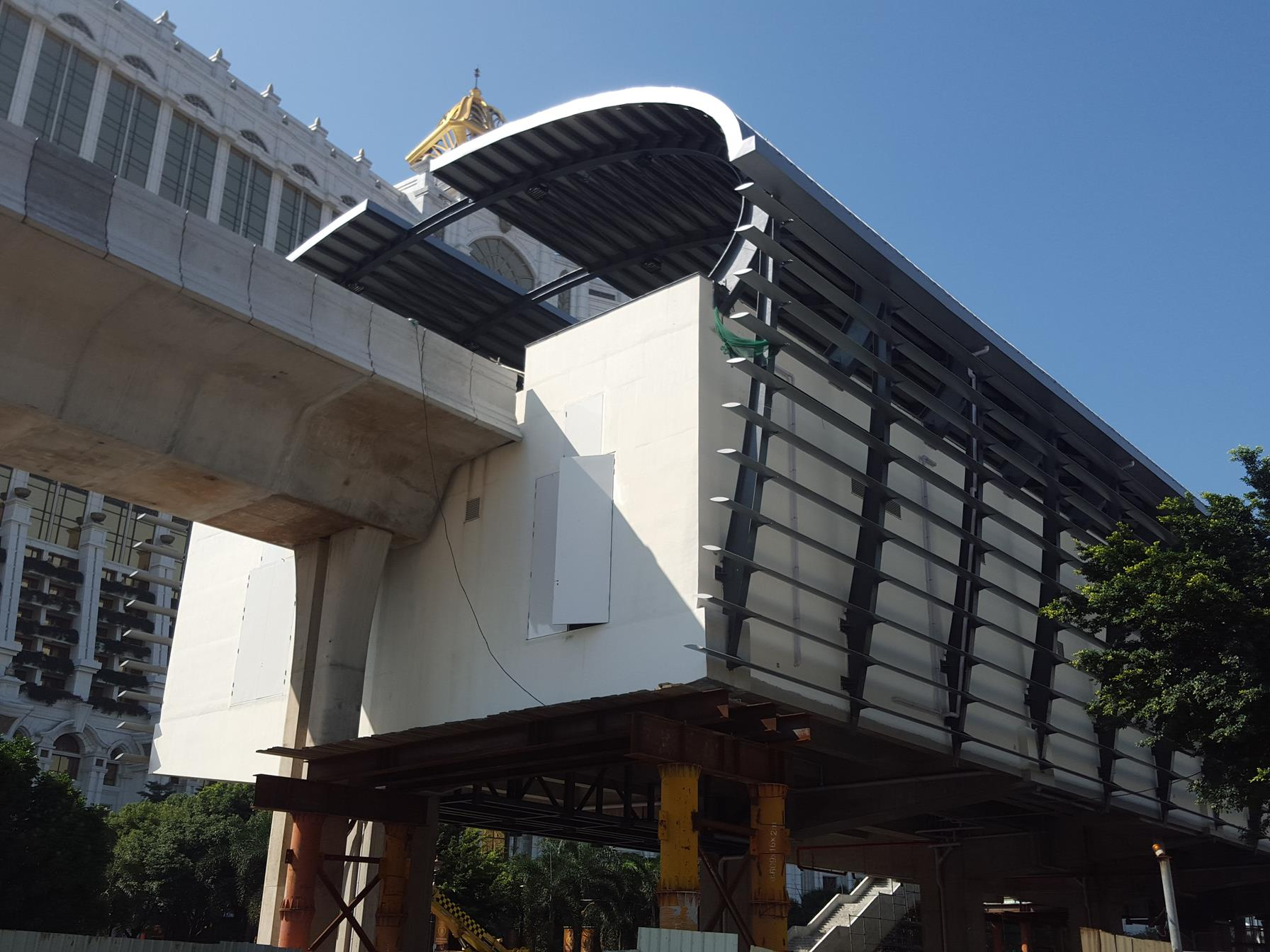
Novembro de 2016

### Entrada da estação

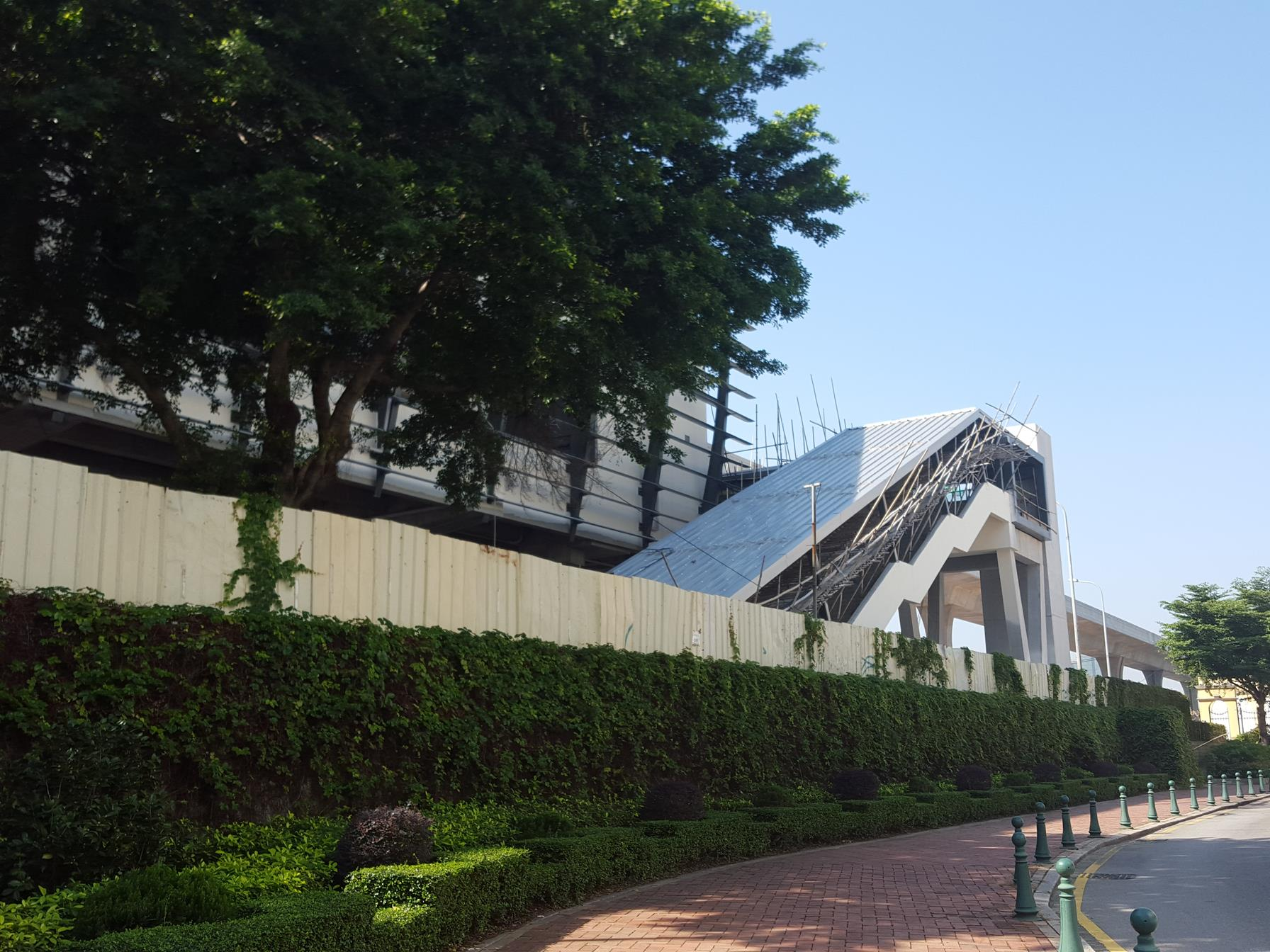
Novembro de 2016

### Plataforma da estação

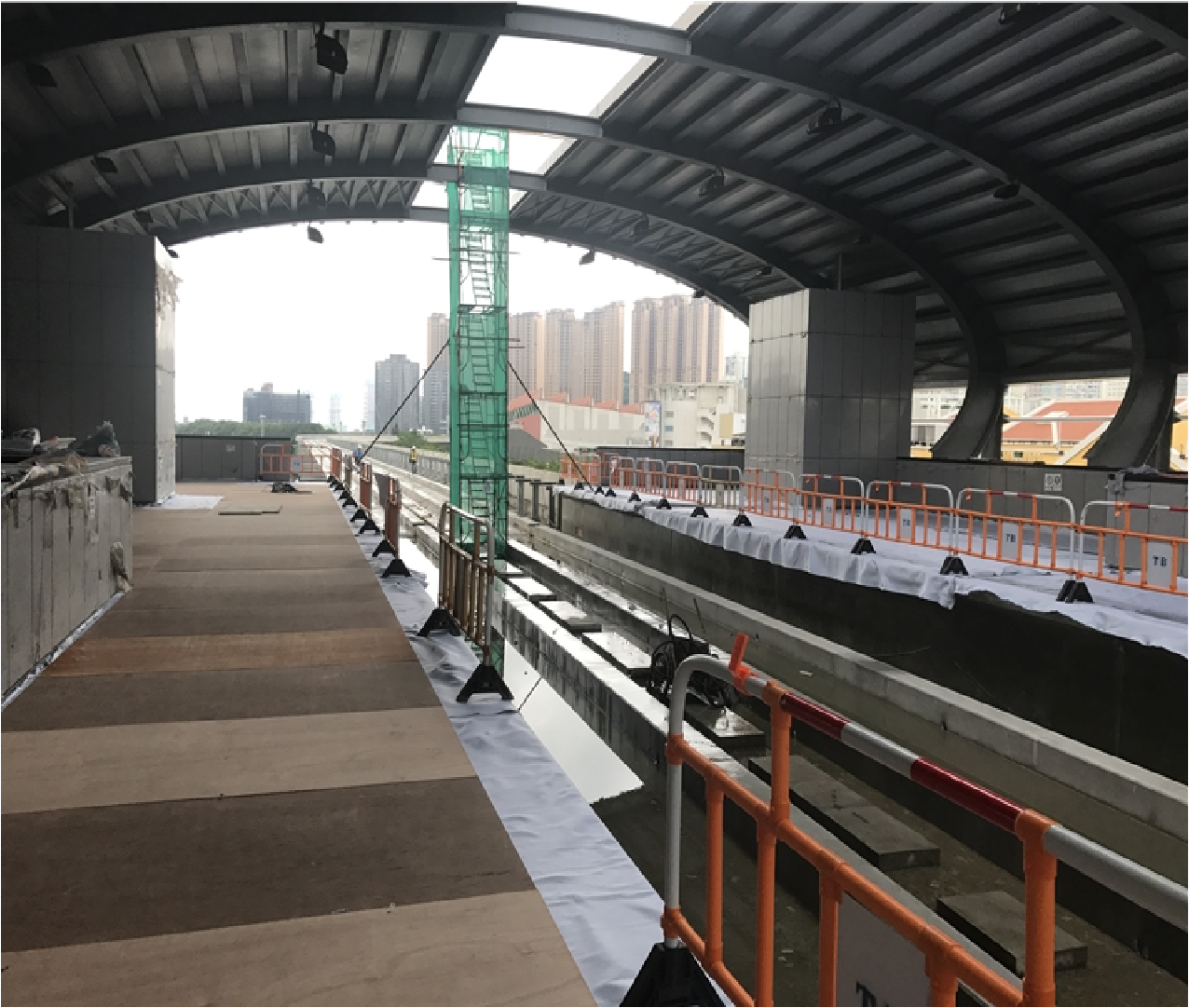
Julho de 2017

## Link externo
- Site oficial do Sociedade do Metro Ligeiro de Macau, S.A. (português)